# クラリベイト引用栄誉賞
クラリベイト引用栄誉賞（クラリベイトいんようえいよしょう、Clarivate Citation Laureates）は、アメリカ・フィラデルフィアとイギリス・ロンドンに本社を置くクラリベイト社(en)が、研究者の論文の被引用件数や重要度の観点から、ノーベル賞受賞の有力候補者として、ノーベル賞受賞者の発表に先立つ毎年9月に発表している学術賞。以前はトムソン・ロイター社がトムソン・ロイター引用栄誉賞として発表していたが、2016年10月にトムソン・ロイター社の知的財産・科学事業がオネックス・コーポレーションとベアリング・プライベート・エクイティ・アジアに売却されて新会社クラリベイト・アナリティクスが設立されたことにより、2017年からクラリベイト・アナリティクス引用栄誉賞へとその名称を変え、2020年からはクラリベイト引用栄誉賞（クラリベイトいんようえいよしょう）となった。

## 概要
1989年にトムソン社により設立された。2002年からはノーベル賞受賞補者の発表が恒例化されるようになり、2008年からトムソンがロイターを買収したことによりトムソン・ロイター引用栄誉賞となった。
同賞は、過去20年以上にわたる学術論文の被引用数に基づいて、各分野の上位0.1パーセントにランクする研究者の中から選ばれる。主なノーベル賞分野における総被引用数とハイインパクト論文（各分野において最も引用されたトップ200論文）の数を調査し、ノーベル委員会が注目すると考えられるカテゴリ（物理学、化学、生理学・医学、経済学）に振り分け、各分野で特に注目すべき研究領域のリーダーと目される候補者が決定される。しかし、その決定のプロセスは単純ではない。同社のデータベースには、化学分野の研究者だけでも約70万人登録されており、候補者にリストアップされる可能性があるのはその内のトップ0.1％だが、それでも700名もおり、そこからノーベル賞の受賞トレンドや受賞者の地域性などを加味して候補者を選別し、それら周辺要因まで含めて決定されていく。
同賞の受賞者は、1993年と1996年を除き、1989年以来、毎年ノーベル賞を受賞している（2008年現在）。2011年ノーベル賞では、該当4分野の受賞者9名すべてが、過去このトムソン・ロイター引用栄誉賞を受けていた。
受賞者の公表を開始した2002年からこれまでの受賞者総数441人（2024年10月現在）のうち84人（約19.0%）がノーベル賞を受賞している。

## 受賞者
太字はノーベル賞受賞者、斜体はノーベル賞受賞のなかった物故者。

### 生理学・医学
- 2002年〜2005年 
  - アルフレッド・ジョージ・クヌードソンJr[5]、バート・フォーゲルシュタイン、ロバート・ワインバーグ
  - Michael J. Berridge[5] 、西塚泰美[5]
  - フランシス・コリンズ、エリック・ランダー、クレイグ・ヴェンター
- 2006年 
  - ピエール・シャンボン、ロナルド・エヴァンス、エルウッド・ジェンセン[5]
  - マリオ・カペッキ (2007)、マーティン・エヴァンズ (2007)、オリヴァー・スミティーズ (2007)
  - アレック・ジェフリーズ
- 2007年 
  - R. John Ellis、フランツ＝ウルリッヒ・ハートル、Arthur Horwich
  - フレッド・ゲージ
  - Joan Massague
- 2008年 
  - 審良静男、ブルース・ボイトラー (2011)、ジュール・ホフマン (2011)
  - ヴィクター・アンブロス (2024)、ゲイリー・ラヴカン (2024)
  - Rory Collins、Sir リチャード・ピート
- 2009年
  - 小川誠二
  - エリザベス・H・ブラックバーン (2009)、キャロル・W・グライダー (2009)、ジャック・W・ショスタク (2009)
  - ジェームズ・ロスマン (2013)、ランディ・シェクマン (2013)
- 2010年
  - 山中伸弥 (2012)、ジェイムズ・ティル[5] 、アーネスト・マコラック[5]
  - Douglas L. Coleman[5] 、ジェフリー・フリードマン
  - ラルフ・スタインマン (2011)
- 2011年
  - ブライアン・ドラッカー、Nicholas B. Lydon、Charles L. Sawyers
  - ロバート・ランガー、Joseph P. Vacanti
  - ジャック・ミラー
  - Robert L. Coffman、Timothy R. Mosmann
- 2012年
  - 竹市雅俊、リチャード・ハインズ、エルキ・ルースラーティ
  - チャールズ・デビッド・アリス[5] 、マイケル・グルンスタイン[5]
  - アンソニー・ハンター、アンソニー・ポーソン[5]
- 2013年
  - 大隅良典 (2016)、水島昇、Daniel J. Klionsky
  - エイドリアン・バード、ハワード・シダー、Aharon Razin[5]
  - デニス・スレイモン
- 2014年
  - James E. Darnell, Jr.、ロバート・ローダー、Robert Tjian
  - デヴィッド・ジュリアス (2021)
  - チャールズ・リー、Stephen W. Scherer、Michael H. Wigler
- 2015年
  - 森和俊、Peter Walter
  - Alexander Y. Rudensky、坂口志文、Ethan M. Shevach
  - ジェフリー・ゴードン
- 2016年
  - 本庶佑 (2018)、Gordon J. Freeman、Arlene H. Sharpe
  - ジェームズ・P・アリソン (2018)、Jeffrey A. Bluestone、Craig B. Thompson
  - マイケル・ホール、デイヴィッド・M・サバティーニ、スチュアート・シュライバー[6]
- 2017年
  - ルイス・カントレー
  - Karl J. Friston
  - ヤン・チャン、Patrick S. Moore
- 2018年
  - ナポレオーネ・フェラーラ
  - 金久實
  - ソロモン・スナイダー
- 2019年
  - ハンス・クレヴァース
  - John Kappler、フィリッパ・マラック
  - Ernst Bamberg、カール・ダイセロス、Gero Miesenböck
- 2020年
  - 中村祐輔
  - パメラ・ビョークマン、ジャック・ストロミンジャー
  - フーダ・ゾービ
- 2021年
  - ジャン＝ピエール・シャンジュー
  - 岸本忠三、平野俊夫
  - Karl M. Johnson[5] 、李鎬汪[5]
- 2022年
  - 長谷川成人、Virginia Man-Yee Lee
  - メアリー＝クレア・キング
  - ステュアート・オーキン
- 2023年
  - カール・ジューン、スティーヴン・ローゼンバーグ、ミシェル・サデラン
  - Rob Knight
  - Clifford B. Saper、エマニュエル・ミニョー、柳沢正史
- 2024年
  - Jonathan C. Cohen、ヘレン・ホッブス
  - Ann M. Graybiel、彦坂興秀、Wolfram Schultz
  - Davor Solter、アジム・スラーニ

### 物理学
- 2002年〜2005年 
  - 中村修二 (2014)
  - 十倉好紀
  - マイケル・グリーン、ジョン・シュワルツ、エドワード・ウィッテン
- 2006年
  - アラン・グース、アンドレイ・リンデ、ポール・スタインハート
  - アルベール・フェール (2007)、ペーター・グリューンベルク (2007)
  - エマニュエル・ドゥスルヴィル、中沢正隆、デビッド・ペイン
- 2007年
  - 飯島澄男
  - アーサー・B・マクドナルド (2015)、戸塚洋二[5]
  - マーティン・リース
- 2008年
  - アンドレ・ガイム (2010)、コンスタンチン・ノボセロフ (2010)
  - ヴェラ・ルービン[5]
  - ダニエル・シェヒトマン (2011, 化学)、ロジャー・ペンローズ (2020)
- 2009年
  - ヤキール・アハラノフ、マイケル・ベリー
  - イグナシオ・シラク、ペーター・ツォラー
  - ジョン・ペンドリー、Sheldon Schultz[5] 、David R. Smith
- 2010年
  - チャールズ・L・ベネット、Lyman A. Page、David N. Spergel
  - Thomas W. Ebbesen
  - ソール・パールマッター (2011)、アダム・リース (2011)、ブライアン・P・シュミット (2011)
- 2011年
  - 大野英男
  - アラン・アスペ (2022)、ジョン・クラウザー (2022)、アントン・ツァイリンガー (2022)
  - Sajeev John、エリー・ヤブロノビッチ
- 2012年
  - チャールズ・H・ベネット、ジル・ブラッサール、William K. Wootters
  - Leigh T. Canham
  - Stephen E. Harris、レネ・ハウ
- 2013年
  - 細野秀雄
  - フランソワ・アングレール (2013)、ピーター・ヒッグス (2013)
  - ジェフリー・マーシー、ミシェル・マイヨール (2019)、ディディエ・ケロー (2019)
- 2014年
  - 十倉好紀[7]、Ramamoorthy Ramesh、James F. Scott[5]
  - チャールズ・L・ケーン、Laurens W. Molenkamp、張首晟[5]
  - ペイドン・ヤン
- 2015年
  - ポール・コーカム、フェレンツ・クラウス (2023)
  - デボラ・S・ジン[5]
  - Zhong Lin Wang
- 2016年
  - マーヴィン・コーエン
  - ロナルド・ドリーバー[5] 、キップ・ソーン (2017)、レイナー・ワイス (2017)
  - Celso Grebogi、Edward Ott、James A. Yorke
- 2017年
  - Phaedon Avouris、Cornelis Dekker、Paul McEuen
  - ミッチェル・ファイゲンバウム[5]
  - ラシード・スニャーエフ
- 2018年
  - デイビッド・オーシャロム、アーサー・ゴサード[5]
  - サンドラ・フェイバー
  - Yury Gogotsi、Rodney S. Ruoff、Patrice Simon
- 2019年
  - Artur K. Ekert
  - Tony F. Heinz
  - ジョン・P・パデュー
- 2020年
  - Thomas L. Carroll、Louis M. Pecora
  - Hongjie Dai、Alex Zettl
  - Carlos S. Frenk、Julio F. Navarro、サイモン・ホワイト
- 2021年
  - アレクセイ・キタエフ
  - Mark E. J. Newman
  - ジョルジョ・パリージ (2021)
- 2022年
  - イマヌエル・ブロッホ
  - スティーヴン・クウェイク
  - 谷口尚、渡邊賢司
- 2023年
  - フェデリコ・カパッソ
  - Sharon C. Glotzer
  - ステュアート・パーキン
- 2024年
  - Rafi Bistritzer、Pablo Jarillo-Herrero、アラン・H・マクドナルド
  - デイヴィッド・ドイッチュ、ピーター・ショア
  - Christoph Gerber

### 化学
- 2002年〜2005年 
  - エイドリアン・バックス
  - フレイザー・ストッダート (2016)、ジョージ・M・ホワイトサイズ、新海征治
  - キリアコス・コスタ・ニコラウ
  - ロバート・グラブス (2005)
- 2006年
  - Gerald R. Crabtree、スチュアート・シュライバー
  - トビン・マークス
  - デヴィッド・エヴァンス[5] 、スティーヴン・V・レイ
- 2007年
  - サミュエル・ダニシェフスキー
  - ディーター・ゼーバッハ
  - バリー・トロスト
- 2008年
  - チャールズ・リーバー
  - クリストフ・マテャシェフスキー
  - ロジャー・Y・チエン (2008)
- 2009年
  - マイケル・グレッツェル
  - ジャクリン・バートン、Bernd Giese、Gary B. Schuster
  - ベンジャミン・リスト (2021)
- 2010年
  - 北川進、オマー・ヤギー
  - パトリック・O・ブラウン
  - スティーブン・リパード
- 2011年
  - アラン・バード[5]
  - ジャン・フレシェ、Donald A. Tomalia、Fritz Vögtle[5]
  - マーティン・カープラス (2013)
- 2012年
  - 藤嶋昭
  - 春田正毅[5] 、Graham J. Hutchings
  - ルイ・ブラス (2023)
- 2013年
  - ポール・アリヴィサトス、チャド・マーキン、Nadrian C. Seeman[5]
  - ブルース・エイムス[5]
  - M. G. Finn、Valery V. Fokin、バリー・シャープレス (2022)[8]
- 2014年
  - Charles T. Kresge、劉龍、Galen D. Stucky
  - Graeme Moad、Ezio Rizzardo、San H. Thang
  - 鄧青雲、Steven Van Slyke
- 2015年
  - キャロライン・ベルトッツィ (2022)
  - エマニュエル・シャルパンティエ (2020)、ジェニファー・ダウドナ (2020)
  - ジョン・グッドイナフ (2019)、スタンリー・ウィッティンガム (2019)
- 2016年
  - 前田浩[5] 、松村保広
  - ジョージ・チャーチ、フェン・チャン
  - 盧煜明
- 2017年
  - John E. Bercaw、ロバート・バーグマン、Georgiy B. Shul'pin[5]
  - Jens Nørskov
  - 宮坂力、朴南圭、Henry J. Snaith
- 2018年
  - エリック・ジェイコブセン
  - ジョージ・シェルドリック[5]
  - ジョアン・スタビー
- 2019年
  - ロルフ・フーズゲン[5] 、モーテン・P・メルダル (2022)
  - エドウィン・サザン
  - Marvin H. Caruthers、リロイ・フッド、Michael W. Hunkapiller
- 2020年
  - 藤田誠
  - ムンジ・バウェンディ (2023)、Christopher B. Murray、玄澤煥
  - ステファン・バックワルド、ジョン・ハートウィグ
- 2021年
  - Barry Halliwell
  - William L. Jorgensen
  - 澤本光男
- 2022年
  - 鮑哲南
  - ボニー・バスラー、Everett Peter Greenberg
  - Daniel G. Nocera
- 2023年
  - ジェームズ・J・コリンズ、マイケル・エロウィッツ、Stanislas Leibler
  - シャンカー・バラスブラマニアン、David Klenerman
  - 片岡一則、Vladimir P. Torchilin、Karen L. Wooley
- 2024年
  - デイヴィッド・ベイカー (2024)、ジョン・M・ジャンパー (2024)、デミス・ハサビス (2024)
  - 堂免一成
  - ロベルト・カー、Michele Parrinello

### 経済学
- 2002年〜2005年 
  - ダニエル・カーネマン (2002)
  - リチャード・セイラー (2017)
  - ユージン・ファーマ (2013)、Kenneth R. French
  - ロバート・バロー
  - クライヴ・グレンジャー (2003)、ロバート・エングル (2003)
  - ポール・ローマー (2018)
- 2006年
  - ポール・クルーグマン (2008)、ジャグディーシュ・バグワティー、アビナッシュ・ディキシット
  - デール・ジョルゲンソン[5]
  - オリバー・ウィリアムソン (2009) 、オリバー・ハート (2016)、ベント・ホルムストローム (2016)
- 2007年
  - エルハナン・ヘルプマン、ジーン・グロスマン
  - ジャン・ティロール (2014)
  - ロバート・バトラー・ウィルソン (2020)、ポール・ミルグロム (2020)
- 2008年
  - ラース・ハンセン (2013)、トーマス・サージェント (2011)、クリストファー・シムズ (2011)
  - アルメン・アルキアン[5] 、ハロルド・デムゼッツ[5]
  - マーティン・フェルドシュタイン[5]
- 2009年
  - Ernst Fehr、マシュー・ラビン
  - ウィリアム・ノードハウス (2018) 、Martin L. Weitzman[5]
  - ジョン・ブライアン・テイラー、Jordi Gali、Mark L. Gertler
- 2010年
  - 清滝信宏、John H. Moore
  - Alberto Alesina[5]
  - ケビン・M・マーフィー
- 2011年
  - ダグラス・W・ダイアモンド (2022)
  - ジェリー・A・ハウスマン、Halbert L. White, Jr.[5]
  - アン・クルーガー、ゴードン・タロック[5]
- 2012年
  - アンソニー・アトキンソン[5] 、アンガス・ディートン (2015)
  - Stephen A. Ross[5]
  - ロバート・シラー (2013)
- 2013年
  - ヨシュア・アングリスト (2021)、デヴィッド・カード (2021)、アラン・クルーガー[5]
  - David F. Hendry、M. Hashem Pesaran、Peter C.B. Phillips
  - Sam Peltzman、リチャード・アレン・ポズナー
- 2014年
  - Philippe M. Aghion、Peter W. Howitt
  - ウィリアム・ボーモル[5] 、イスラエル・カーズナー
  - マーク・グラノヴェッター
- 2015年
  - Richard Blundell
  - John A. List
  - Charles F. Manski
- 2016年
  - オリヴィエ・ブランチャード
  - Edward P. Lazear[5]
  - マーク・メリッツ
- 2017年
  - Colin Camerer、George Loewenstein　
  - Robert E. Hall　
  - Michael C. Jensen[5] 、Stewart Myers、ラグラム・ラジャン
- 2018年
  - Manuel Arellano、Stephen R. Bond
  - Wesley M. Cohen、Daniel A. Levinthal
  - デイヴィッド・クレプス
- 2019年
  - W. Brian Arthur
  - Søren Johansen、Katarina Juselius
  - アリエル・ルービンシュタイン
- 2020年
  - David A. Dickey、Wayne A. Fuller
  - Pierre Perron
  - クラウディア・ゴールディン (2023)
  - Steven T. Berry、James A. Levinsohn、Ariel Pakes
- 2021年
  - David B. Audretsch、デイヴィッド・ティース
  - Joel Mokyr
  - カーメン・ラインハート、ケネス・ロゴフ
- 2022年
  - ダロン・アセモグル (2024)、サイモン・ジョンソン (2024)、ジェームズ・A・ロビンソン (2024)
  - サミュエル・ボウルズ、ハーバート・ギンタス[5]
  - Richard A. Easterlin[5] 、Richard Layard、Andrew Oswald
- 2023年
  - ラジ・チェティ
  - Edward Glaeser
  - トマ・ピケティ、エマニュエル・サエズ、ガブリエル・ズックマン
- 2024年
  - Janet Currie
  - パーサ・ダスグプタ
  - Paolo Mauro